# Buchanan (Virginia)
Buchanan is een plaats (town) in de Amerikaanse staat Virginia, en valt bestuurlijk gezien onder Botetourt County.

## Demografie
Bij de volkstelling in 2000 werd het aantal inwoners vastgesteld op 1233.
In 2006 is het aantal inwoners door het United States Census Bureau geschat op 1236, een stijging van 3 (0,2%).

## Geografie
Volgens het United States Census Bureau beslaat de plaats een oppervlakte van
6,4 km², waarvan 6,3 km² land en 0,1 km² water. Buchanan ligt op ongeveer 379 m boven zeeniveau.

## Plaatsen in de nabije omgeving
De onderstaande figuur toont nabijgelegen plaatsen in een straal van 24 km rond Buchanan.